# Религия в Квебеке
Религия в Квебеке на протяжении долгого времени играла большую роль в
образовании и культуре Квебека.
Католическая церковь сыграла ведущую роль в культурном и политическом развитии общества Квебека. Тем не менее, религии американских индейцев и инуитов в Квебеке предшествовали католицизму в Квебеке. Сегодня эти религии сохранились, и некоторые ещё их исповедуют.

## Католицизм
С колониальных времен христианизации индейцев католическими миссионерами предшествовало основание приходов. В 1627 году кардинал Ришельё объявил о королевской прокламации, после чего Людовик XIII изгнал всех некатоликов из Новой Франции. Этот указ был призван исключить еврейскую и гугенотскую колонизацию. Викариат Новой Франции был основан в 1658 году, после чего появилась епархия Квебека в 1674 году.
Чрезвычайно большое влияние, которое ранее оказывала католическая церковь находит отражение во всех областях культуры, языка, изобразительного искусства, в том числе в театре, литературе и кино. Золотая эпоха для священнослужителей приходится на середину XIX века (1840), в течение которого церковь, под влиянием ультрамонтанизма, воплощает своё влияние. Но её влияние резко падает 100 лет спустя, по окончании периода так называемой «Великой Тьмы», в то время общество Квебека проходит период бурных реформ, названных «Тихой революцией». Основанная в 1966 году Конференция католических епископов Квебека теперь ограничилась этическими и моральными ценностями (например, однополыми браками, эвтаназией и абортами).
Восемьдесят пять процентов жителей (85 %) Квебека утверждают, что они католики (по аналогии с 88 % в 1961 году), что делает Квебек одной из наиболее крупных католических территорий в мире, доля католиков сходна с Колумбией, Италией, Мексикой и Венесуэлой. Регулярно посещают церковь, однако, около 10 % из этих верующих. После II Ватиканского собора, индивидуальная свобода толкования Библии конкурирует с традиционными доктринами и догмами. Хотя поддерживаются ценности и нравственные учения Фомы Аквинского (в том числе семь добродетелей, семь смертных грехов, 9 даров Святого Духа), фундаментальный принцип свободы выбора связывается с индивидуальной ответственностью. Помимо простых разногласий, это явление иногда приводит к более радикальным действиям некоторых слоев населения, таких, как увеличение числа запросов о вероотступничестве, когда позиции Ватикана становится причиной скандалов.

## Протестантство и другие религии
Во времена британского правления англоязычные протестанты поселились в некоторых районах провинции Квебек. В 1777 году была построена первая синагога на территории Монреаля и сохранилась по настоящее время, но особенно в XIX веке относительно большие группы евреев иммигрировали в Монреаль. В 1835 году швейцарка Генриетта Феллер основала первую французскую протестантскую церковь в Америке. Она помогала преподобному Луису Мусси, молодому швейцарскому пастору 23 лет. В XX веке, последовательные волны иммигрантов из Африки, Азии, Греции, Ирландии, Италии, поселились в Монреале, и принесли свои культурные и религиозные обычаи.
Сегодня, религиозное и культурное разнообразие приводит к различной реакции в обществе Квебека, в основном в связи с конфликтами между образом жизни молчаливого большинства и претензиями меньшинств из числа иммигрантов. В этом случае, заметные недавние разногласия включали в себя обсуждение разумных дебатов о молитве в городских советах, нынешние дискуссии по этике и религиозной культуре и т. д..

## Храмы
В 1664 году базилика Нотр-Дам-де-Квебек стала первой приходской церковью в Северной Америке. Её строительство началось в 1647 году и затем была переименована в Нотр-Дам де ла Пэ. Её первую мессу провёл отец Вимонт 24 декабря 1650 года. Эта церковь расположена недалеко от Нотр-Дам-де-Рекувранс, построенной в 1633 году Самуэлем де Шампленом. Она получила статус собора в 1674 году, когда монсеньор де Лаваль стал епископом Квебека. Этот собор является местом католического первосвященника Канады. Она была восстановлена два раза после осады Квебека в 1759 году и пожара в 1922 году.
Самый посещаемый храм в Квебеке — это базилика Сент-Анн-де-Бопре в городе того же имени, неподалёку от Квебека. Эту церковь посещают миллионы посетителей каждый год, и особенно в день памяти Святой Анны, 26 июля. Она известна своими чудесами и статуя Святой Анны пережила два крупных пожара. Базилика была построена в 1876 году, Святая Анна является покровительницей Квебека.
Ораторий святого Иосифа в Монреале, является единственным местом отправления религиозных культов в мире в честь святого Иосифа. Расположенный на склонах горы Мон-Рояль, он известен своими 283 ступенями, по которым паломники поднимаются к храму, читая молитвы на каждой ступени. Как и в базилике Св. Анны, интерьер собора содержит сотни костылей по обету каждого из чудесно исцелённых.
Много паломников посещают такие места, как аббатство Сен-Бенуа-дю-Лак, Нотр-Дам-дю-Кап, Нотр-Дам, базилику Собор Мари-Рен-дю-Монд Монреаль, базилику собор Сен-Мишель Шербрука, собор Святого Патрика в Монреале и т. д.

## Ислам
В 1964 году мусульманская община Квебека открыла первую исламскую частную школу, а в 2009 году их количество составило 7 учебных заведений. Растёт и число мечетей. Так в Монреале действует 42 мечети. Мусульманская община Монреаля покупает неиспользуемые культовые сооружения и переделывает их в мечети. В 2009 году из купленной церкви был построен Исламский культурный центр Квебека.
В марте 2010 года парламент Квебека принял закон, согласно которому мусульманкам придется открывать лицо в правительственных учреждениях. По данным мусульманской организации закон затронул не более 25 носящих никаб из проживающих в Квебеке.